# بط صفار منقط
بط صفار منقط (الاسم العلمي: Dendrocygna guttata)، هو نوع من الطيور يتبع جنس بط صفار موطنه الأصلي إندونيسيا، غينيا الجديدة والفلبين.